# Schultzites axelrodi
Schultzites axelrodi är en fiskart som beskrevs av Géry, 1964. Schultzites axelrodi ingår i släktet Schultzites och familjen Characidae. Inga underarter finns listade i Catalogue of Life.